# Pratinha
Pratinha este un oraș în Minas Gerais (MG), Brazilia.